# 西南轮环藤
西南轮环藤（学名：Cyclea wattii）为防己科轮环藤属下的一个种。

## 扩展阅读
- 維基物種上的相關：西南轮环藤